# 詹巴蒂斯塔·皮托尼

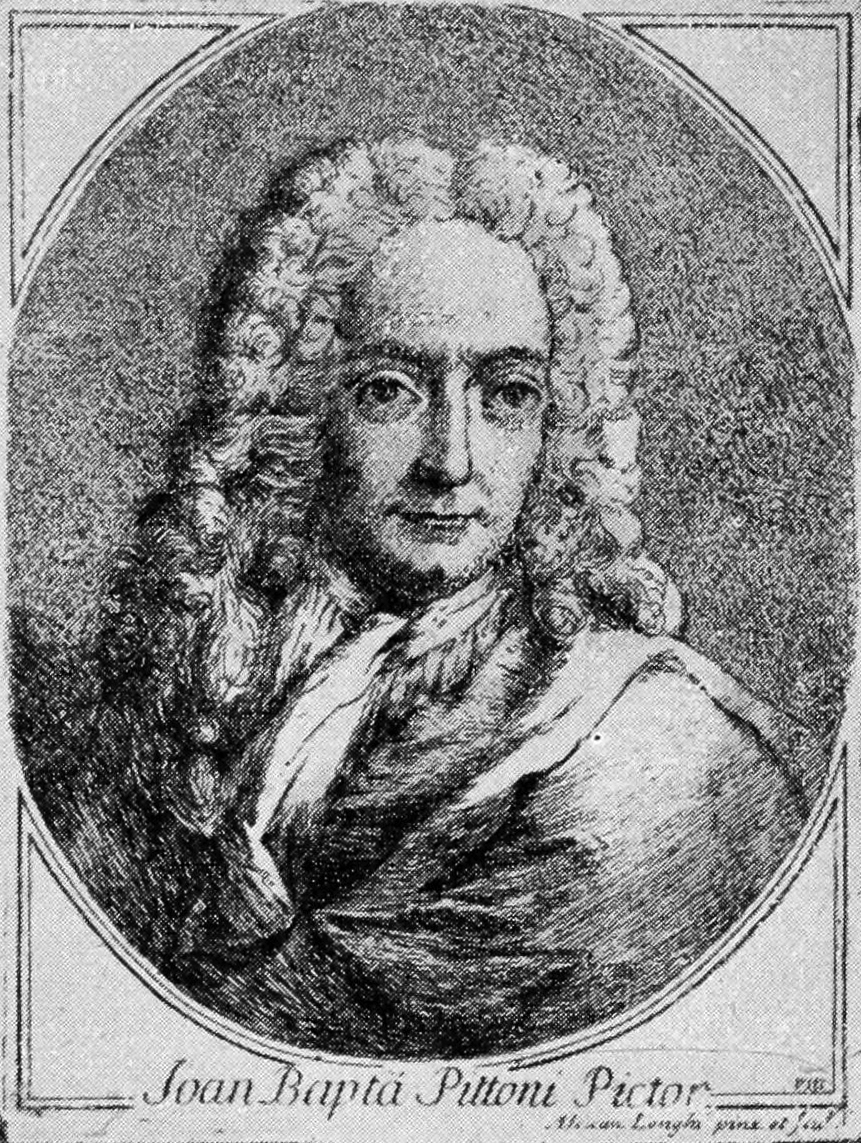
亚历山德罗·隆吉绘制的詹巴蒂斯塔·皮托尼的肖像，1762年

乔瓦尼·巴蒂斯塔·皮托尼（義大利語：Giovanni Battista Pittoni，1687年6月6日—1767年10月6日），常称詹巴蒂斯塔·皮托尼（義大利語：Giambattista Pittoni；又译贾姆巴蒂斯塔），是意大利一位画家, 他的作品以罗可可风格為主。